# Romagna (motonave)
La Romagna fu la prima nave a motore Diesel italiana. Contemporanea dell'olandese Vulcanus, precedette la più famosa MS Selandia. Fu costruita nel 1911 dai Cantieri Navali Riuniti di Ancona per la Società Romagnola di Navigazione di Ravenna.
Era equipaggiata con due motori Diesel a due tempi reversibili da otto cilindri a 35 atm della Fratelli Sulzer, Winterthur, Svizzera. Effettuava il servizio tra Ravenna, Trieste e Fiume ma pochi mesi dal suo varo, il 23 novembre 1911 naufragò vicino alla isole Brioni per uno spostamento del carico durante una tempesta, muoiono sessanta persone, si salvano solo otto marinai e due passeggeri.
Il 3 settembre del 1911 si imbarcarono sulla Romagna i membri della Giovine Fiume per un omaggio a Dante nella città di Ravenna.